# Desires of a Housewife – Menschen am Abgrund
Desires of a Housewife – Menschen am Abgrund (Originaltitel: When a Man Falls in the Forest) ist ein US-amerikanisch-kanadisch-deutsches Filmdrama aus dem Jahr 2007. Regie führte Ryan Eslinger, der auch das Drehbuch schrieb.

## Handlung
Der kontaktscheue und durch lange Einsamkeit wunderlich gewordene Bill ist beruflich als nächtliche Reinigungskraft tätig. Er hat gelegentlich surreale Wachträume, zuletzt träumt er sich zum strahlenden Helden, der seinen aggressiven Nachbarn tötet und dafür von dessen Frau bewundert wird. Bei seiner Arbeit begegnet er seinem ehemaligen Schulfreund Gary. In dessen Ehe mit Karen kriselt es schon länger. Letztlich will Karen die Scheidung. Gary bleibt nur die einsame Resignation, auch zu seinem Sohn kann er keine Beziehung mehr aufbauen. Bei einem Überfall wird Gary erschossen. Bei seiner Arbeit lernt der wunderliche Bill eine neue Bürodame kennen. Er gibt ihr seine Nummer und wird später tatsächlich angerufen.

## Kritiken
Pete Vonder Haar bescheinigte den Hauptdarstellern im Film Threat vom 15. März 2007 „starke Leistungen“. Der „eigenartige kleine Film“ sei nicht für jedermann bestimmt.

## Auszeichnungen
Ryan Eslinger wurde im Jahr 2007 für den Goldenen Bären nominiert. Der Film wurde für die Musik, den Schnitt und das Produktionsdesign für den kanadischen Leo Award nominiert.

## Hintergründe
Der Film wurde in Vancouver und in Burnaby (British Columbia) gedreht. Er hatte seine Weltpremiere am 12. Februar 2007 auf den Internationalen Filmfestspielen Berlin 2007, danach wurde er auf einigen anderen Filmfestivals vorgeführt. Die breite Veröffentlichung in den Kinos der USA startete am 1. August 2007.